# カシュガル地区
カシュガル地区（カシュガルちく、喀什地区）は中華人民共和国新疆ウイグル自治区の西南部に位置する地区。カシュガル地区行政公署が設置されている。
民族構成はウイグル族が90%、漢族8%、その他2%となっている。

## 地理
新疆ウイグル自治区の西南部に位置し、同自治区のクズルス・キルギス自治州、アクス地区、ホータン地区およびパキスタン（カシミール地方）、アフガニスタン（バダフシャーン州）、タジキスタン（ゴルノ＝バダフシャン自治州）に接する。また、同自治区のトムシュク市を囲むように接している。

## 歴史
1956年にヤルカンド専区をカシュガル専区に合併。
1971年1月にカシュガル専区からカシュガル地区に改称。

## 行政区画
1市・10県・1自治県を管轄する。タシュクルガン・タジク自治県にはインドとの国境紛争地域であるカシミール地方のカラコルム回廊（シャクスガン渓谷、克里青河谷、図中の「Disputed Area」）が含まれているが、中国が実効支配している。
| カシュガル地区の地図 |                              |                          |                                |                                   |                                   |                             |               |            |                 |
| カシュガル市 疏附県 疏勒県 イェンギ · サール県 ポスカム県 ヤルカンド県 カルギリク県 マルキト県 ヨプルガ県 ペイズィ · ワト県 マラルベシ県 タシュクルガン・ · タジク自治県 |                              |                          |                                |                                   |                                   |                             |               |            |                 |
| # | 行政名                       | 漢字表記                 | ピンイン                       | ウイグル語 (アラビア文字表記)     | (ラテン文字表記)                  | (英語表記)                  | 人口 (2010年) | 面積 (km2) | 人口密度 (/km2) |
| 1 | カシュガル市 （県級市）      | 喀什市                   | Kāshí Shì                      | قەشقەر شەھىرى                     | Qeshqer Shehiri                   | Kashi [Kaxgar]              | 506,640       | 555        | 912.86          |
| 2 | 疏附県                       | 疏附県                   | Shūfù Xiàn                     | قەشقەر كونا شەھەر ناھىيىسى        | Qeshqer Konasheher Nahiyisi       | Shufu (Kashgar Konasheher)  | 311,960       | 3,483      | 89.56           |
| 3 | 疏勒県                       | 疏勒県                   | Shūlè Xiàn                     | قەشقەر يېڭىشەھەر ناھىيىسى         | Qeshqer Yéngisheher Nahiyisi      | Shule (Kashgar Yengisheher) | 312,455       | 2,262      | 138.13          |
| 4 | イェンギサール県             | 英吉沙県                 | Yīngjíshā Xiàn                 | يېڭىسار ناھىيىسى                  | Yéngisar Nahiyisi                 | Yengisar                    | 262,067       | 3,421      | 76.60           |
| 5 | ヤルカンド県                 | 莎車県                   | Shāchē Xiàn                    | يەكەن ناھىيىسى                    | Yeken Nahiyisi                    | Shache [Yarkant]            | 762,385       | 9,037      | 84.36           |
| 6 | ポスカム県                   | 沢普県                   | Zépǔ Xiàn                      | پوسكام ناھىيىسى                   | Poskam Nahiyisi                   | Zepu [Poskam]               | 206,936       | 1,000      | 206.93          |
| 7 | カルギリク県                 | 葉城県                   | Yèchéng Xiàn                   | قاغىلىق ناھىيىسى                  | Qaghiliq Nahiyisi                 | Yecheng [Kargilik]          | 454,328       | 28,929     | 15.70           |
| 8 | マルキト県                   | 麦蓋提県                 | Màigàití Xiàn                  | مەكىت ناھىيىسى                    | Mekit Nahiyisi                    | Makit                       | 258,978       | 11,023     | 23.49           |
| 9 | ヨプルガ県                   | 岳普湖県                 | Yuèpǔhú Xiàn                   | يوپۇرغا ناھىيىسى                  | Yopurgha Nahiyisi                 | Yopurga                     | 147,688       | 3,166      | 46.64           |
| 10 | ペイズィワト県               | 伽師県                   | Jiāshī Xiàn                    | پەيزىۋات ناھىيىسى                 | Peyziwat Nahiyisi                 | Jiashi [Payzawat]           | 381,767       | 6,601      | 57.83           |
| 11 | マラルベシ県                 | 巴楚県                   | Bāchǔ Xiàn                     | مارالبېشى ناھىيىسى                | Maralbeshi Nahiyisi               | Bachu [Maralbexi]           | 336,274       | 18,491     | 18.18           |
| 12 | タシュクルガン・タジク自治県 | 塔什庫爾干・塔吉克自治県 | Tǎshíkù'ěrgān Tǎjíkè Zìzhìxiàn | تاشقۇرقان تاجىك ئاپتونوم ناھىيىسى | Tashqurgan Tajik Aptonom Nahiyisi | Taxkorgan-Tajik             | 37,843        | 24,089     | 1.57            |

### 年表
この節の出典

#### ヤルカンド専区
- 1949年10月1日 - 中華人民共和国新疆省ヤルカンド専区が成立。ヤルカンド県・ポスカム県・カルギリク県・マルキト県が発足。(4県)
- 1953年11月20日 - ヤルカンド県の一部が分立し、ヤルカンド市が発足。(1市4県)
- 1954年2月1日 - ヤルカンド専区が南疆行政公署ヤルカンド専区に改称。

#### 新疆省カシュガル専区
- 1949年10月1日 - 中華人民共和国新疆省カシュガル専区が成立。疏勒県・疏附県・ウルグチャト県・マラルベシ県・イェンギサール県・アルトゥシュ県・ヨプルガ県・蒲犁県・ペイズィワト県が発足。(9県)
- 1952年5月22日 - 疏勒県・疏附県の各一部が合併し、カシュガル市が発足。(1市9県)
- 1954年2月1日 - カシュガル専区が南疆行政公署カシュガル専区に改称。

#### 新疆省南疆行政公署ヤルカンド専区
- 1954年12月24日 - ヤルカンド市がヤルカンド県に編入。(4県)
- 1955年9月13日 - 新疆ウイグル自治区の成立により、新疆ウイグル自治区南疆行政公署ヤルカンド専区となる。

#### 新疆省南疆行政公署カシュガル専区
- 1954年7月14日 - アルトゥシュ県・ウルグチャト県が南疆行政公署クズルス・キルギス自治州に編入。(1市7県)
- 1954年9月17日 - 蒲犁県が自治区に移行し、タシュクルガン・タジク族自治区となる。(1市6県1自治区)
- 1955年4月14日 - タシュクルガン・タジク族自治区が県制施行し、タシュクルガン・タジク自治県となる。(1市6県1自治県)
- 1955年5月28日 - カシュガル市が南疆行政公署に編入。(6県1自治県)
- 1955年9月13日 - 新疆ウイグル自治区の成立により、新疆ウイグル自治区南疆行政公署カシュガル専区となる。

#### 新疆省南疆行政公署
- 1955年5月28日 - 南疆行政公署カシュガル専区カシュガル市を南疆行政公署が直轄する。(1市)
- 1955年9月13日 - 新疆ウイグル自治区の成立により、新疆ウイグル自治区南疆行政公署となる。

#### 新疆ウイグル自治区南疆行政公署ヤルカンド専区
- 1956年4月21日 - ヤルカンド県・カルギリク県・ポスカム県・マルキト県がカシュガル専区に編入。

#### 新疆ウイグル自治区南疆行政公署カシュガル専区
- 1955年11月21日 - 疏附県・疏勒県・ペイズィワト県・ヨプルガ県・マラルベシ県・イェンギサール県・タシュクルガン・タジク自治県が南疆行政公署に編入。

#### 新疆ウイグル自治区南疆行政公署
- 1955年11月21日 - 南疆行政公署カシュガル専区疏附県・疏勒県・ペイズィワト県・ヨプルガ県・マラルベシ県・イェンギサール県・タシュクルガン・タジク自治県を直轄する。(1市6県1自治県)
  - タシュクルガン・タジク自治県・イェンギサール県・疏勒県の各一部が南疆行政公署クズルス・キルギス自治州ウルグチャト県の一部と合併し、南疆行政公署クズルス・キルギス自治州アクト県となる。
- 1956年4月21日 - カシュガル市・疏附県・疏勒県・ペイズィワト県・ヨプルガ県・マラルベシ県・イェンギサール県・タシュクルガン・タジク自治県がカシュガル専区に編入。

#### 新疆ウイグル自治区カシュガル地区
- 1956年4月21日 - 南疆行政公署カシュガル市・疏附県・疏勒県・ペイズィワト県・ヨプルガ県・マラルベシ県・イェンギサール県・タシュクルガン・タジク自治県、南疆行政公署ヤルカンド専区ヤルカンド県・カルギリク県・ポスカム県・マルキト県を編入。カシュガル専区が成立。(1市10県1自治県)
- 1975年1月30日 - カシュガル専区がカシュガル地区に改称。(1市10県1自治県)
- 1998年1月 - 疏附県・疏勒県の各一部がカシュガル市に編入。(1市10県1自治県)
- 2002年9月17日 - マラルベシ県の一部が分立し、自治区直轄県級行政区のトムシュク市となる。(1市10県1自治県)
- 2004年8月 - 疏附県の一部がカシュガル市に編入。(1市10県1自治県)
- 2013年3月 - 疏附県の一部がカシュガル市に編入。(1市10県1自治県)
- 2014年6月26日 - 疏勒県・疏附県の各一部がトムシュク市に編入。(1市10県1自治県)
- 2014年10月21日 - 疏附県の一部がカシュガル市に編入。(1市10県1自治県)
- 2019年12月20日 - ヨプルガ県・マルキト県・マラルベシ県・ヤルカンド県・ペイズィワト県の各一部がトムシュク市に編入。(1市10県1自治県)

## 交通

### 航空

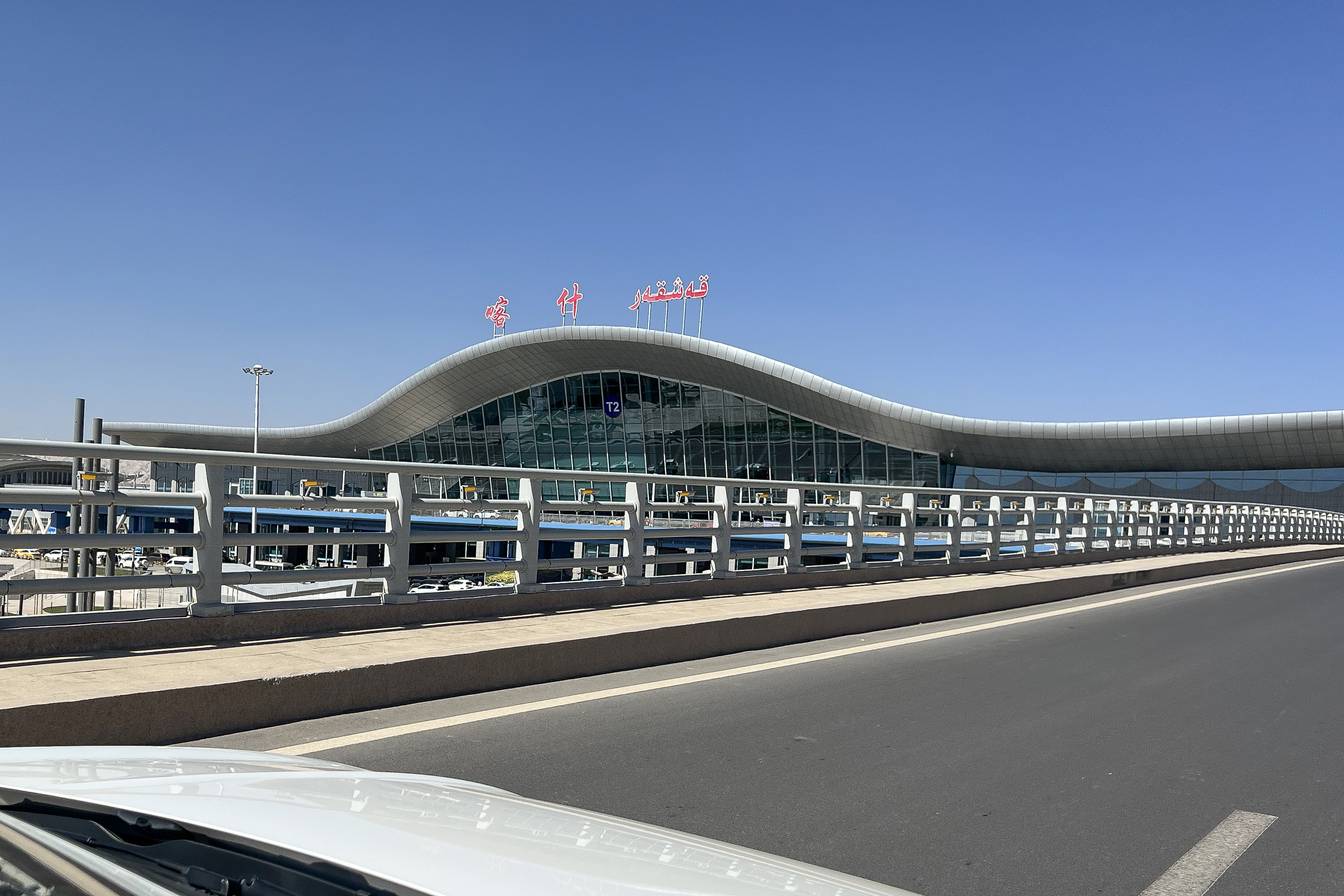
カシュガル空港

- カシュガル空港
- ヤルカンド空港（中国語版）

### 鉄道

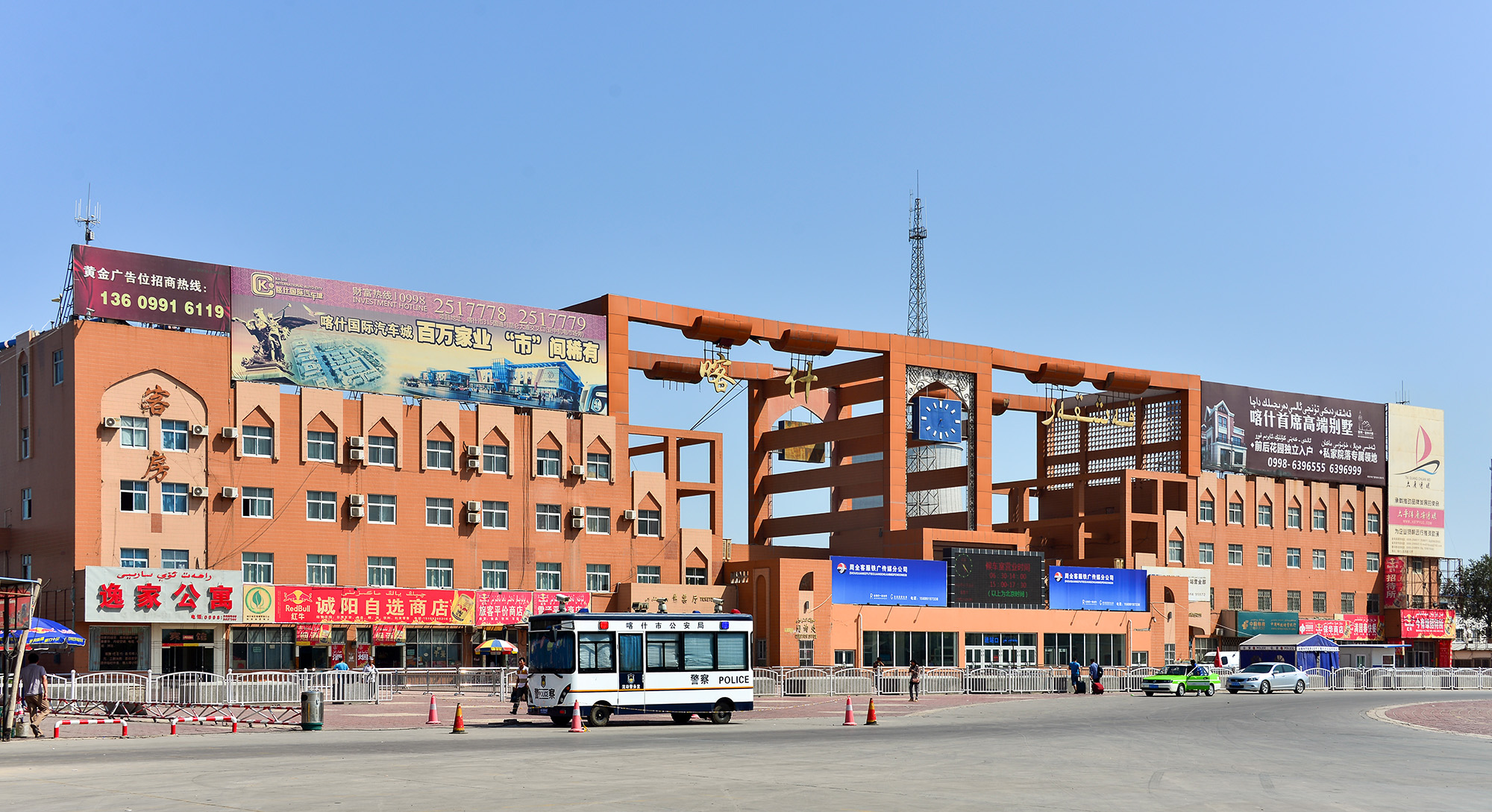
カシュガル駅

- 中国国家鉄路集団
  - 南疆線
  - 喀和線

### 道路
- 高速道路
  -  吐和高速道路
  -  三莎高速道路
  -  麦喀高速道路
- 国道
  - G217国道
  - G219国道
  - G314国道
  - G315国道

### 国境検問所
- 紅其拉甫口岸